# 尚旺 (上索恩省)
尚旺（法語：Champvans，法語發音：[ʃɑ̃vɑ̃]）是法国上索恩省的一个市镇，属于沃苏勒区。

## 地理
尚旺（47°23'37"N, 5°34'34"E）面积7.15 平方千米，位于法国勃艮第-弗朗什-孔泰大區上索恩省，该省份为法国东部内陆省份，北起顺时针与孚日省、贝尔福地区省、杜省、汝拉省、科多尔省和上马恩省接壤。
与尚旺接壤的市镇（或旧市镇、城区）包括：格雷、阿普勒蒙、努瓦龙、勒特朗布卢瓦。
尚旺的时区为UTC+01:00、UTC+02:00（夏令时）。

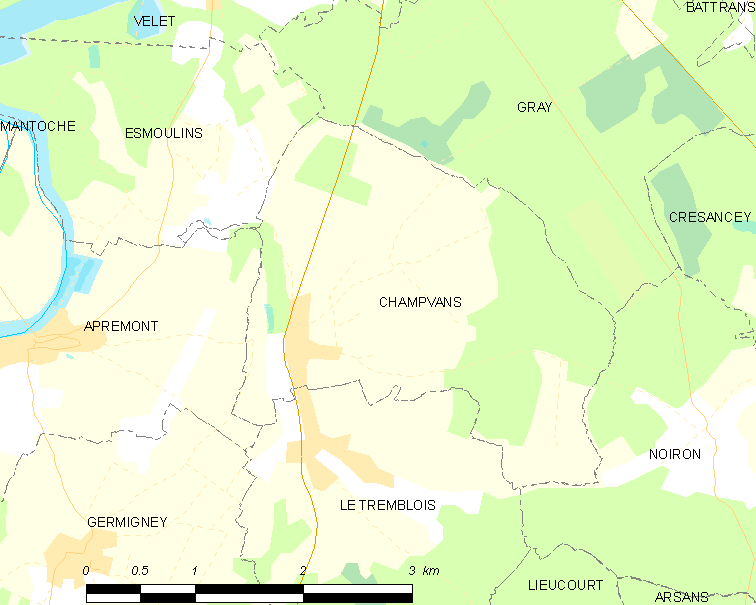
尚旺的OSM定位图

## 行政
尚旺的邮政编码为70100，INSEE市镇编码为70125。

## 政治
尚旺所属的省级选区为格雷县。

## 人口

1962-2008年间尚旺人口变化图示

尚旺于2022年1月1日时的人口数量为174人。